# Iakob Kajaia
Iakob Kajaia (nascido em 28 de setembro de 1993) é um lutador georgiano de luta grecorromana. Kajaia participou dos Jogos Olímpicos de Verão de 2016, no Rio de Janeiro, na modalidade até 130 quilos, contudo fora eliminado pelo russo Sergey Semenov nas quartas de final do torneio